# اورژوم
شهر اورژوم (به روسی: Уржум) در کشور روسیه و در اوبلاست کیروف واقع شده‌است.